# セイタン (バンド)
セイタン (Satan) は、イギリス出身のヘヴィメタル・バンド。

## 概要
1979年に結成。NWOBHMムーブメントから登場したスラッシュ/スピード・メタルの先駆的存在の一つとして後進に大きな影響を及ぼした。メンバーチェンジに伴ってバンド名をブラインド・フューリーに改名、一度はセイタンに戻したが今度はパライアと改名し(音楽性もスラッシュ・メタル及びパワーメタルに転向)、これらの名義でもアルバムを発表している。1989年に解散し、1998年にパライアとして再結成するも再び解散。2004年のヴァッケン・オープン・エアでの一度限りのパフォーマンスを経て、2011年にセイタンとして再結成した。2013年4月にListenable経由でニューアルバム『Life Sentence』をリリースした。2014年、バンドは北米と南米をツアーすることにより、活動範囲をグローバルに拡大している。2018年、バンドはMetal Blade Recordsと新しいアルバムレコーディング契約を結んだ。

## 現ラインナップ
- スティーヴ・ラムゼイ (Steve Ramsey) - ギター
- ラス・ティピンズ (Russ Tippins) - ギター
- グレアム・イングリッシュ (Graeme English) - ベース
- ショーン・テイラー (Sean Taylor) - ドラムス
- ブライアン・ロス (Brian Ross) - ボーカル

## ディスコグラフィ

### スタジオアルバム
| セイタン名義 - Court in the Act (1983) - Suspended Sentence (1987) - Life Sentence (2013) - Atom by Atom (2015) - Cruel Magic (2018) - Earth Infernal (2022) | パライア名義 - The Kindred (1988) - Blaze of Obscurity (1989) - Unity (1998) | ブラインド・フューリー名義 - Out of Reach (1985) |

### シングル/EP
- Kiss of Death (1982)
- Into the Future (1986)

### ライブアルバム
- Trail of Fire - Live in North America (2014)

### デモ
- The First Demo (1981)
- Into the Fire (1982)
- Dirt Demo '86 (1986)